# Idiurus macrotis
Idiurus macrotis, ibland kallad långörad flygekorre eller långörad taggsvansekorre, är en däggdjursart som beskrevs av Miller 1898. Arten ingår i släktet dvärgtaggsvansekorrar och familjen taggsvansekorrar. IUCN kategoriserar den globalt som livskraftig (LC) och inga underarter finns listade.

## Utseende
Idiurus macrotis har liksom andra dvärgtaggsvansekorrar en lång svans, som påminner om en fjäder på grund av de långa håren vid sidorna. Dessutom finns taggförsedda fjäll vid svansens undersida som är typiska för hela familjen. Troligen används svansen som gripverktyg och för att hålla balansen. Den totala kroppslängden med svans, är 21 till 22 cm, och vikten varierar mellan 25 och 35 g. Pälsen är mjuk med gråa hår som har ljusare spetsar. Även flygmembranen som är fästa vid fram- och bakbenen är täckta med päls. På fötterna finns borstiga hår och små klor.

## Utbredning och habitat
Den förekommer i flera från varandra skilda populationer i västra och centrala delar av Afrika. Arten lever i Liberia, Elfenbenskusten, Ghana, Nigeria, Kamerun, Ekvatorialguinea och Kongo-Kinshasa. Habitatet utgörs av skogar i låglandet och i kulliga områden. Sällan observeras den i mindre trädansamlingar utanför skogar.

## Ekologi
Idiurus macrotis är nattaktiv och klättrar i träd eller svävar genom luften. En hane har observerats segla en sträcka av 790 meter mellan två träd. Individerna födosöker vanligtvis oberoende av varandra. Däremot vilar de tillsammans i trädhålor och bildar flockar med 2 till 40 medlemmar. Ibland sover andra arter av flygekorrar eller fladdermöss i samma bo. Födan utgörs främst av frukter och dessutom äter arten bark och trädens vätskor. Honorna är dräktiga i juni och augusti.